# Erich Obermayer
Erich Obermayer (Wenen, 23 januari 1953) is een voormalig profvoetballer uit Oostenrijk, die speelde als verdediger gedurende zijn carrière. Hij speelde 544 competitiewedstrijden voor Austria Wien.

## Interlandcarrière
Obermayer speelde vijftig keer voor de nationale ploeg van Oostenrijk, en scoorde één keer in de periode 1975-1985. Hij maakte zijn debuut op woensdag 2 april 1975 in een EK-kwalificatiewedstrijd tegen Hongarije (0-0). Met Oostenrijk nam hij deel aan twee WK-eindronden: 1978 en 1982. Bij dat laatste toernooi was hij aanvoerder van de nationale ploeg. In 1985 zwaaide hij af als international.

## Erelijst
Austria Wien
- Oostenrijks landskampioen

1976, 1978, 1979, 1980, 1981, 1984, 1985, 1986
- Beker van Oostenrijk

1974, 1977, 1980, 1982, 1986